# Маколмонт (Арканзас)
Маколмонт (енгл. McAlmont) насељено је место без административног статуса у америчкој савезној држави Арканзас.

## Демографија
По попису из 2010. године број становника је 1.873, што је 49 (-2,5%) становника мање него 2000. године.
| Група             | 2000.         | 2010.         |
| Белци             | 472 (24,6%)   | 308 (16,4%)   |
| Афроамериканци    | 1.355 (70,5%) | 1.472 (78,6%) |
| Азијати           | 1 (0,1%)      | 8 (0,4%)      |
| Хиспаноамериканци | 38 (2,0%)     | 65 (3,5%)     |
| Укупно            | 1.922         | 1.873         |